# Lithocarpus clathratus
Lithocarpus clathratus är en bokväxtart som först beskrevs av Karl Otto von Seemen, och fick sitt nu gällande namn av Alfred Rehder. Lithocarpus clathratus ingår i släktet Lithocarpus och familjen bokväxter.
Artens utbredningsområde är Java. Inga underarter finns listade.